# Horst Strobel

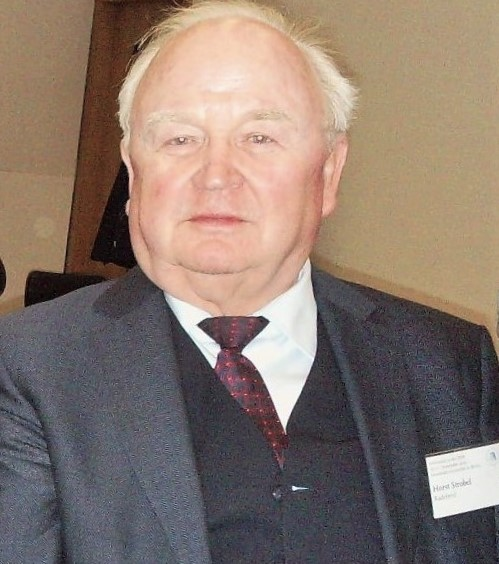
Horst Strobel bei einer Informatiktagung an der Humboldt-Universität zu Berlin (2010)

Horst Strobel (* 30. Juli 1936 in Woltersdorf; † 31. Mai 2023 in Radebeul) war ein deutscher Ingenieur und Professor für Verkehrsautomatisierung. Er gehörte zu den Pionieren der Systemanalyse. In den Jahren 1989 bis 1991 war er Prorektor und Rektor der Hochschule für Verkehrswesen „Friedrich List“ Dresden.

## Leben und Ausbildung
Horst Strobel wurde 1936 in Woltersdorf bei Magdeburg als Sohn einer Arbeiterfamilie geboren. Von 1942 bis 1954 besuchte er zunächst die Volksschule in Woltersdorf und anschließend eine Oberschule in Magdeburg. Nach dem Abitur 1954 folgte ein einjähriges Vorpraktikum im Werk für Signal- und Sicherungstechnik in Berlin-Treptow (WSSB). Dies war eine Voraussetzung für die 1955 erfolgte Aufnahme eines Studiums der Elektrotechnik an der Technischen Hochschule Dresden. Hier entschied er sich für die durch Heinrich Kindler neu eingerichtete Vertiefungsrichtung Regelungstechnik. Die Diplomarbeit fertigte er am Dresdner „Institut für Regelungs- und Steuerungstechnik“ der Deutschen Akademie der Wissenschaften zu Berlin (DAW) an, das ebenfalls von Kindler geleitet wurde. Der Abschluss des Studiums erfolgte 1961 mit dem akademischen Grad Diplom-Ingenieur (Dipl.-Ing.) für Regelungstechnik.
Strobel gehörte somit zu den frühen Studentengenerationen der Regelungstechnik in Dresden, aus denen auch die späteren Automatisierungsprofessoren Heinz Töpfer (Magdeburg; Dresden), Wolfgang Weller (Berlin), Herbert Ehrlich (Magdeburg; Leipzig) und Hans-Joachim Zander (Dresden) hervorgegangen sind.
Aufgrund seiner hervorragenden Leistungen hat ihm Heinrich Kindler eine Stelle in seinem Akademie-Institut für Regelungs- und Steuerungstechnik Dresden angeboten. Der Berufseinstieg von Horst Strobel erfolgte also ab 1961 als wissenschaftlicher Mitarbeiter, Assistent und Oberassistent bei der DAW in Dresden. Hier widmete er sich dem Aufbau des damals neuen Forschungsgebiets „Experimentelle Systemanalyse und Systemidentifikation“. Während dieser Zeit erarbeitete er auch eine fachlich zugeordnete Dissertation, mit der er 1966 an der TU Dresden zum Doktor-Ingenieur (Dr.-Ing.) promovierte (Prädikat „summa cum laude“). Dieses Fachgebiet wurde in den Folgejahren im Zusammenhang mit der Systemmodellierung auch an anderen universitären Einrichtungen aufgebaut, z. B. in Magdeburg durch Christian Döschner und in Ilmenau durch Jürgen Wernstedt.

## Hochschullehrer, Forscher und Entwickler
Im Jahr 1967 wurde Strobel als Hochschuldozent für Regelungstechnik (entsprach C3-Professor) an die Hochschule für Verkehrswesen (HfV) in Dresden berufen. Während dieser Tätigkeit erarbeitete er auch seine Habilitationsschrift. 1973 erfolgte seine Promotion zum Doktor der Wissenschaften (Doctor scientiae technicarum, Dr. sc. techn.); 1991 Umwandlung des „Dr. sc. techn.“ in „Dr.-Ing. habil.“. Begleitend hat er auch seine Lehrbefähigung (facultas docendi) für das Fachgebiet Regelungstechnik erworben.
1974 wurde Horst Strobel zum ordentlichen Professor für Regelungstechnik und Prozesssteuerung an der Hochschule für Verkehrswesen (HfV) in Dresden berufen. Zugleich war er von 1974 bis 1982 als „Research Scholar“ am International Institute for Applied Systems Analysis (IIASA) im Schloss Laxenburg bei Wien tätig, dem einzigen Ost-West-Institut außerhalb der UNO, das auf Initiative der USA und der Sowjetunion während des Kalten Krieges als Brücke zwischen Wissenschaftlern 1972 gegründet und damals von Professor Howard Raiffa (Harvard) geleitet wurde. Hier konnte Strobel ein eigenes Forschungsprojekt ins Leben rufen und dazu mehrere internationale Tagungen (u. a. in Wien 1977) sowie Studienreisen in die USA mit einem Vortrag zum IFAC-Weltkongress in Boston 1975 und nach Japan durchführen. Im IIASA selbst wechselten die aus vielen Ländern der Welt stammenden Wissenschaftler häufig, sodass Strobel in ein internationales Kontaktnetzwerk hineingewachsen ist, zu dem aus der DDR Manfred Peschel (AdW Berlin), Klaus Fuchs-Kittowski (HUB Berlin) und sein Dresdener Kollege Hans-Joachim Zander (AdW/ZKI) gehörten.
Nach dieser Tätigkeit wurde Strobel für den Zeitraum 1982–1986 zum Direktor des neugegründeten Berliner „Zentrums für Prozessautomatisierung (ZPA)“ am „Zentralen Forschungsinstitut des Verkehrswesens (ZFIV)“ berufen. Hier widmete er sich der Praxisüberführung mikrorechnergesteuerter Systemlösungen, für die er zuvor an der HfV in Dresden wesentliche Grundlagen geschaffen hatte.
An der HfV wurde durch Strobel von 1975 bis 1980 das Technikum für Prozesssteuerung und Simulationstechnik konzipiert und realisiert. Hierdurch orientierten sich die Arbeiten des Forschungsteams Strobel verstärkt auf Mikrorechnersteuerungen für spezifische Anwendungen im Verkehrswesen. Eine zweite Ausbaustufe dieser Einrichtung unter der Bezeichnung Technikum für Automatisierungstechnik wurde 1982 fertiggestellt. Somit konnte das Simulationslaboratorium in ein verkehrstechnisches Mikrorechnerlabor umgewandelt werden. Aus den erlangten Forschungsergebnissen wurden innovative verkehrsdienstliche und verkehrstechnische Geräte und Anlagen entwickelt (teilweise weltweit erstmals) sowie praktisch eingesetzt:

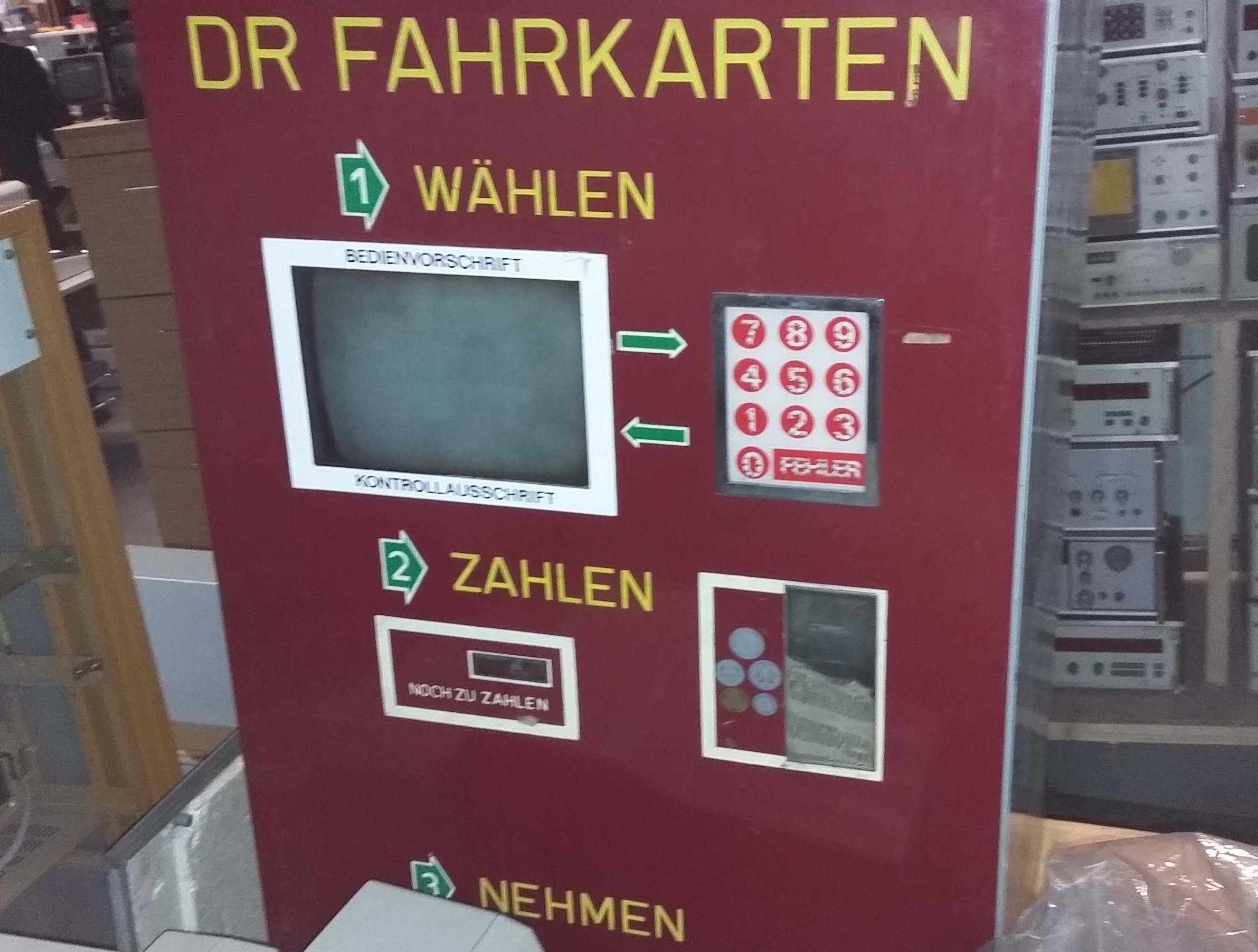
Fahrausweis-Automat MDA, konzipiert von H. Strobel um 1980; Ausstellungsort: Rechenwerk Computer- & Technikmuseum Halle (Saale) (2016)

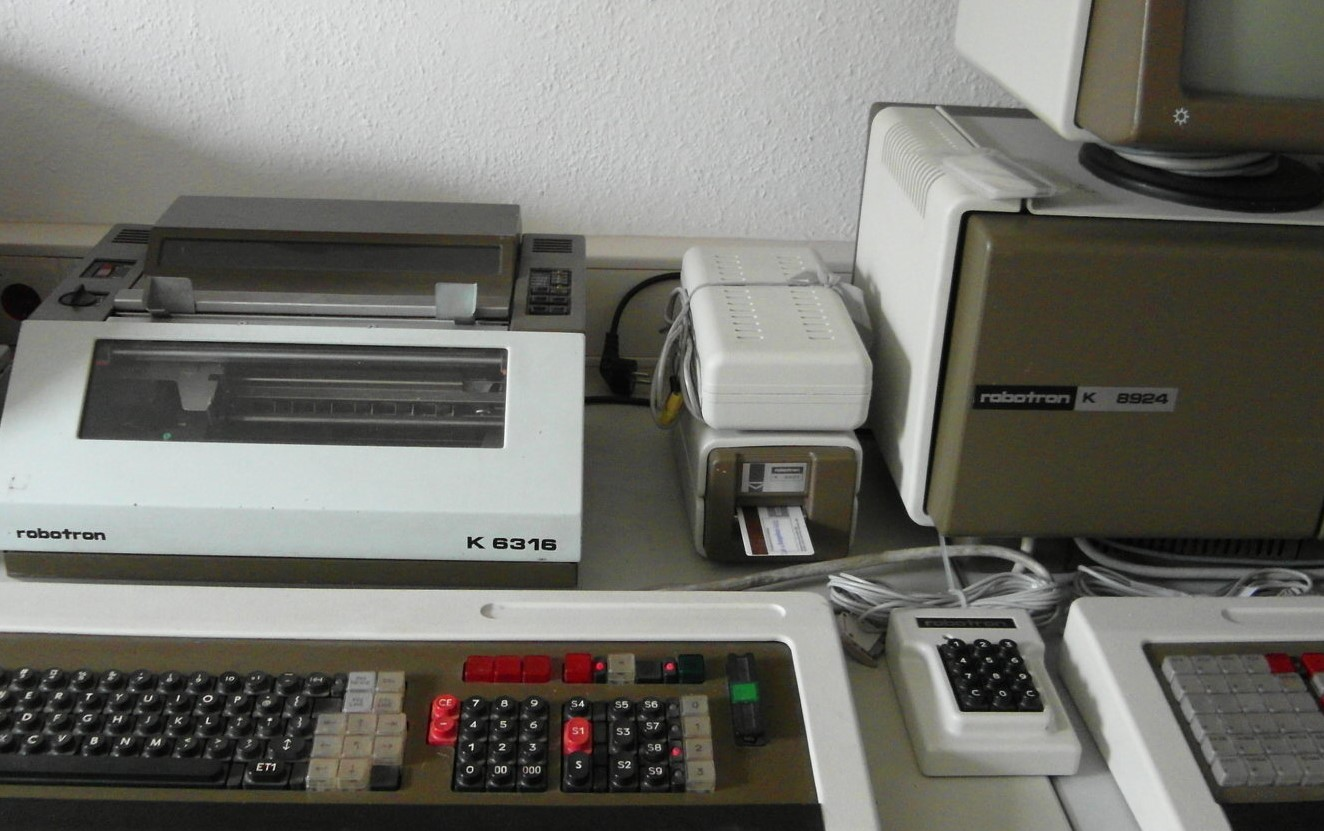
Geldkartenleser „robotron“ (Bildmitte) und kleine Tastatur für Geheimzahl; Ausstellungsort: Elektrotechnische Sammlung am Umspannwerk Markkleeberg (VDE-Bildungs- und Begegnungsstätte), 2011

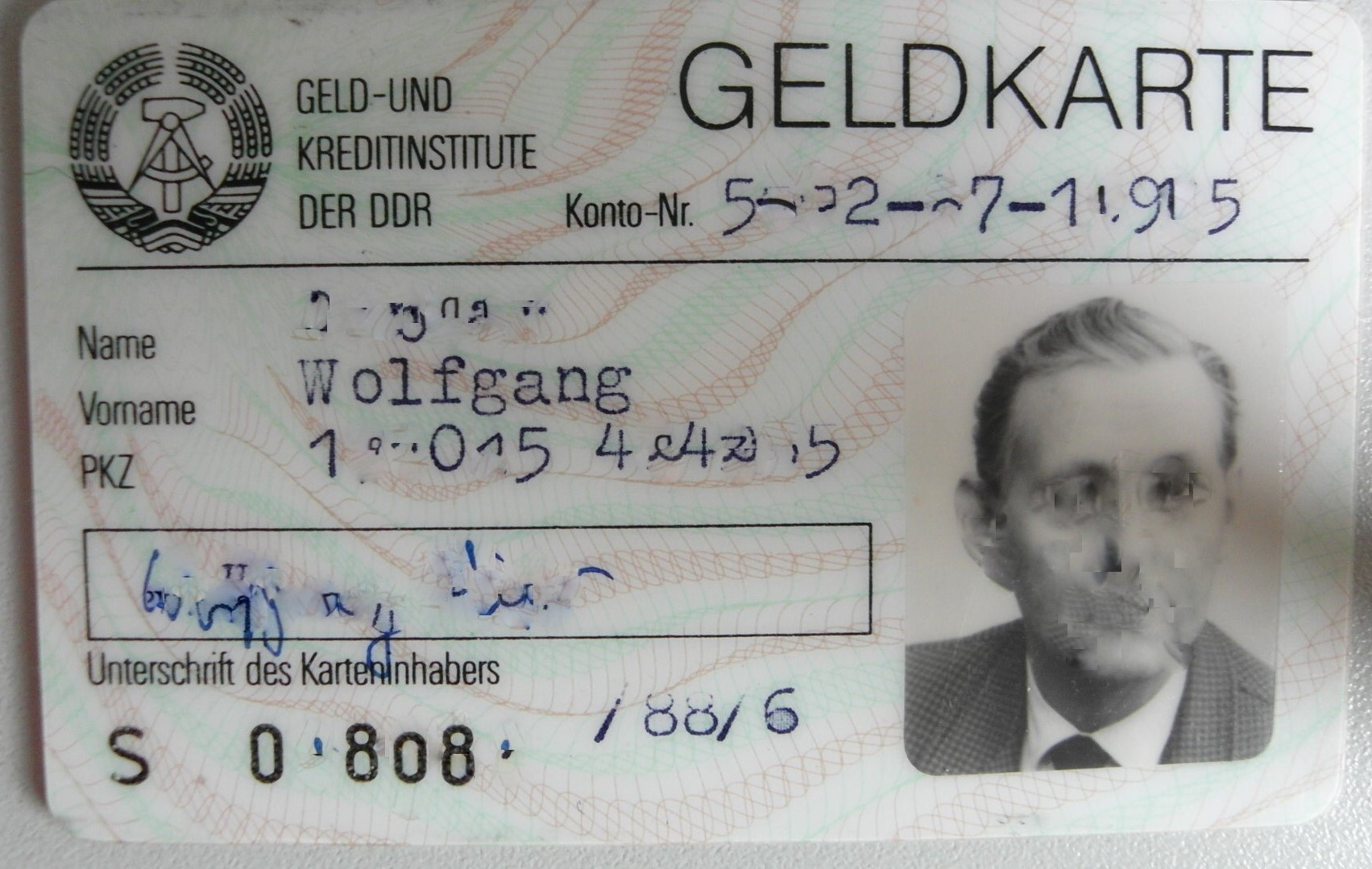
Geldkarte von 1988, Geld- und Kreditinstitute der DDR (2011)

- Fahrausweis-Automaten als Weltneuheit: 400 aufgestellte Automaten MDA (mit Mikrorechnersteuerung und interaktivem Bildschirm-Dialog) bei der Deutschen Reichsbahn (DR) in Berlin, Leipzig, Dresden und weiteren 150 Bahnhöfen (für ca. 5.000 Fahrkartenarten pro Automat)
- Bordrechner zum energieoptimalen Fahrbetrieb bei der Berliner-S-Bahn und der S-Bahn in Halle (Saale)
- Mikrorechnersteuerung von Flugzeugnotfanganlagen für Flugzeuge vom Typ MiG-21, MiG-23, MiG-29, Phantom F-4
- induktiv spurgeführte Elektroschlepper
- verkehrsabhängige Steuerung von Lichtsignalanlagen (vernetzte Ampelanlagen)
- Softwareentwicklung für die Geldautomaten mit Geldkartenleser der damaligen Staatsbank.

1989 wurde Strobel zum Prorektor für Forschung der HfV ernannt. Nach dem Rücktritt des Rektors Peter Gräbner zum Januar 1990 wurde Strobel ab dem 1. Februar neuer Rektor der Hochschule für Verkehrswesen „Friedrich List“ Dresden. Dieses Amt hatte er ein Jahr inne bis zur Berufung seines Nachfolgers Manfred Zschweigert.
Im Herbst 1992 wurde die Hochschule für Verkehrswesen aufgelöst und ein Teil der Hochschule als neue Fakultät Verkehrswissenschaften „Friedrich List“ in die Technische Universität Dresden übernommen. Bei diesem Übergang kehrte Strobel auf eigenen Wunsch zu seiner Lehr- und Forschungstätigkeit zurück mit einer Professur „Verkehrsleitsysteme und -prozessautomatisierung“ des Instituts für Verkehrsinformationssysteme der TU Dresden. Diese Tätigkeit sowie die Funktion des Institutsdirektors übte er bis zu seinem Wechsel in den Ruhestand aus.
Zusätzlich übernahm Strobel die Leitung einer Forschungsgruppe „Verkehrsleit- und Verkehrsinformationssysteme“ im Dresdner Bereich des Fraunhofer Instituts für Informations- und Datenverarbeitung Karlsruhe. Hierdurch konnten wesentliche Voraussetzungen für die Gründung eines selbstständigen Fraunhofer Instituts für Verkehrs-und Infrastruktursysteme (FhGIVI) geschaffen werden. Von 1992 bis 2005 unterstützte Strobel aktiv die Gründung und den Aufbau dieses Dresdner Fraunhofer-Instituts.
Ein wissenschafts-organisatorischer Erfolg gelang Horst Strobel zum Ende seiner beruflichen Tätigkeit durch die Einwerbung des BMBF-Leitprojektes „Intermobil Region Dresden: Intermodale Mobilitätssicherung in mittleren Ballungsräumen durch Integration innovativer Telematik-, Bahn- und Regelungstechnologien“ in einem deutschlandweiten Wettbewerb mit 155 Bewerbern. Auf Wunsch der Universitätsleitung stand Strobel während der gesamten Projektlaufzeit von 1999 bis 2004 als wissenschaftlicher Projektleiter zur Verfügung.
Strobel war damit bis 2005, also bis zu seinem 69. Lebensjahr, an der TU Dresden tätig, obwohl er bereits im Jahre 2003 mit Erreichen der Altersgrenze emeritiert wurde. Aus dem akademischen Umfeld von Strobel sind namhafte Industriefachleute, Wissenschaftler sowie mehrere Professoren hervorgegangen: Günther Otto (Rektor der HTW Dresden von 1996 bis 2003), Michael Amos (HTW Dresden) u. a.
Strobel lebte in Radebeul bei Dresden.

## Mitgliedschaften und Ehrungen (Auswahl)
- 1986 Wahl als Korrespondierendes Mitglied der Akademie der Wissenschaften der DDR
- Vorstandsmitglied des „Alcatel SEL Stiftungskollegs für interdisziplinäre Verkehrsforschung“ an der TU Dresden
- Mitglied der Dresdner Einrichtung für Prozesssteuerung des Fraunhofer-Instituts für Informations- und Datenverarbeitung Karlsruhe
- Vaterländischer Verdienstorden in Gold
- Orden Banner der Arbeit, Stufe II
- 1977 und 1986 Nationalpreis der DDR für Wissenschaft und Technik
- 1992 Ehrendoktorwürde (Dr. h. c.) der Universität Žilina (Slowakische Republik).

## Publikationen (Auswahl)
Die Forschungsergebnisse von Strobel mit seinem Team fanden ihren Niederschlag auch in grundlegenden und international verbreiteten Buchveröffentlichungen sowie in über 100 Veröffentlichungen in Fachzeitschriften und Proceedings internationaler Tagungen. Er ist an mehreren Patenten beteiligt.
- Helge-Björn Kuntze, Horst Strobel: Stand und Entwicklungstendenzen bei der Automatisierung von Lagerhaltungsprozessen. Teil 1. Übersichtsbericht, Teil 2. Fachbibliographie. VDI-Verlag, Düsseldorf 1975, ISBN 978-3-18-400319-7.
- Beitrag zur experimentellen Systemanalyse mit determinierten Testsignalen. Dissertation, TU Dresden, Fakultät für Elektrotechnik, Dresden 1966.
- Rechentafeln zur Ermittlung einer gebrochen rationalen Übertragungsfunktion durch Auswertung gemessener Frequenzgänge. Eine Anleitung für die praktische Anwendung. Deutsche Akademie der Wissenschaften zu Berlin (Forschungsgemeinschaft), Institut für Regelungs- und Steuerungstechnik, Dresden 1967.
- Systemanalyse mit determinierten Testsignalen. Theorie und Anwendung der Verfahren zur Kennwertermittlung. Verlag Technik, Berlin 1968.
- Systemidentifikation – Grundzüge einer allgemeinen Theorie und deren Anwendung für die Kennwertermittlung in der Regelungstechnik. Habilitation (Dissertation B), Technische Universität Dresden 1973.
- Experimentelle Systemanalyse. Akademie-Verlag, Berlin 1975.[3]
- Computer Controlled Urban Transportation. A survey of concepts, methods and international experiences. Verlag John Wiley & Sons, Chichester; New York; Brisbane; Toronto; Singapore 1982.[4]
- Horst Strobel (Leitung): Workshop „Echtzeitinformation & Mobiles Ticketing durch Portable Verkehrstelematik: Erfahrungen und Innovationspotenziale“. 17./18. Juni 2003 in Dresden, Veranstalter: Deutsche Verkehrswissenschaftliche Gesellschaft e. V., Berlin. In Zusammenarbeit mit BMBF-Leitprojekt Intermobil Region Dresden. DVWG, Berlin 2004, ISBN 978-3-933392-65-7.